# Bigarello
Bigarello (lombardul: Bigarèl) település Olaszországban, Lombardia régióban, Mantova megyében. Lakosainak száma 2142 fő (2018. január 1.). Bigarello Castel d’Ario, Castelbelforte, Roncoferraro, San Giorgio Bigarello és Sorga községekkel határos.

## Népesség
A település népességének változása:

| 2017 | 2 120 |
| 2018 | 2 142 |